# Unisong International Song Contest
Unisong International Songwriting Contest to najstarszy międzynarodowy konkurs piosenki, w którym biorą udział i jednocześnie oceniają kompozytorzy i autorzy piosenek. Konkurs został zainicjowany w 1996 roku przez kompozytora Alana Roya Scotta (Music Bridges), wydawcę Davida Starka (SongLink International) oraz kompozytora i impresario Bretta Perkinsa (Brett Perkins Presents).
Konkurs przyjmuje kompozycje w 16 kategoriach:
- Pop Ballada
- Pop Uptempo/Dance
- Country
- Rock
- Muzyka akustyczna/Folk
- Rap/Hip-hop
- AAA/Americana, Gospel/Muzyka chrześcijańska
- Jazz & Blues
- World music
- Muzyka instrumentalna
- Teksty
- Performance (Artysta & Piosenka),

gdzie zwycięzca oceniany jest zarówno za jakość i oryginalność piosenki, jak również za jej wykonanie.
Wśród jury konkursu znaleźli się, między innymi: Lamont Dozier, Diane Warren, Bonnie Greenberg, Tom Sturges, K. C. Porter, Dave Koz, Peter Frampton, Fee Waybill, Alan Rich, Brenda Russell, Randy Bachman, Lester Sill, Don Grierson, Andrew Gold, Barry Mann, Randy Sharp, Harriet Schock, Mike Stoller, John Braheny, Michael Jay, Jorge Corrante, Don Was, John Kalodner, Bruce Lundvall & Desmond Child.